# 원기범 (방송인)
원기범(元起範)은 대한민국의 방송 아나운서이다. 경인방송 '상쾌한 아침 원기범입니다' 및 '라디오 종합병원'을 진행했다. 유튜브 낭독 채널 《원아나의 책읽는 TV를 통해 전 세계의 시청자들과 만나고 있다. 12,000시간 생방송, 22,000명 (연인원) 인터뷰, 1,500회 이상의 외부 행사 MC 경력을 지니고 있으며 현재 인하대학교 언론정보학과 박사 과정을 밟으며 휴먼 커뮤니케이션, 자녀교육 강사로도 왕성한 활동을 하고 있다. 저서로는 《소통의 정석》, 《부모의 말이 바뀌면 자녀의 인생이 바뀐다》가 있다.

## 생애
원기범은 인천 생으로 인천주안초등학교, 상인천중학교, 성헌고등학교, 인하대학교 무역학과(학사), 인하대학교 정책대학원 언론홍보학과(석사)를 졸업하였다. 현재 인하대학교 언론정보학과에서 박사 과정을 밟고 있다.
저서로는 《부모의 말이 바뀌면 자녀의 인생이 바뀐다》《소통의 정석》이 있으며 기호일보에 2013년부터 《원기범 아나운서의 세바스찬》이라는 칼럼을 쓰고 있다.
방송 활동은 《굿모닝FEBC》, 《좋은 아침입니다》, 《행복한 저녁 즐거운 라디오》, 2008년부터 2015년까지 아침 시사 정보 프로그램 《상쾌한 아침 원기범입니다》 《뉴스 플러스》 등 주요 프로그램을 진행해왔고 경인방송 《NIB뉴스》의 메인 앵커로도 활동한 바 있다. 현재(2016)는 경인방송 모닝쇼 《상쾌한 아침 원기범입니다》와 주말 건강 대담 프로그램 《라디오 종합병원》의 진행을 맡고 있다.
주요 MC 경력으로는 여성가족부 신년인사회 (세종문화회관), UNESCO 세계 책의 수도 개막식 및 폐막식, 대한민국 독서대전 개막식, 전국보육인대회 (잠실학생실내체육관), 2014 인천아시안게임 주경기장 기공식, 재난대응 안전한국 훈련, 2012 전국자원봉사자대회, 2014 인천장애인아시안게임 성화안치식, 국제아동교육포럼 개막식, 인천항국제여객부두 기공식, 일하는 노인 전국대회 (송도컨벤시아), 벚꽃축제 (인천대공원), 어린이날 기념식, 전국연극제 (인천종합문화예술회관), 한중수교 20주년 기념 한중콘서트 (난지한강공원), 인천 방문의 해 개막식 (인천 삼산월드체육관), 국제 기후 금융 산업 컨퍼런스, 마에스트로 정명훈이 지휘하는 아시안 필하모닉 오케스트라 연주회 (세계도시축전) 등 1,000회 이상의 행사에서 사회자로 활약해왔다.
휴먼 커뮤니케이션을 기반으로 한 《벽을 눕히면 다리가 된다 - 소통의 정석》, 《심리를 알면 소통이 보인다》, 《PT 세일즈의 신》등의 주제로 그동안 삼성전자, 삼성화재, 현대자동차, 한솔케미칼, 롯데주류, 웅진씽크빅, 한화생명, 아모레퍼시픽, 저축은행중앙회, 상공회의소 등 기업체 및 부산 벡스코, 인천 송도컨벤시아, 대구 엑스코, 광주 김대중컨벤션센터, 창원 세코, 폴리텍대학 등에서 초청 강연을 한 바 있으며 서울 강서구, 인천광역시 교육청, 충남 공주교육청, 인천 남구, 충남대학교, 신한대학교, 인천 부평구, 서부여성회관, 전남 장성군 등 전국 지자체, 교육기관 등에서 《부모의 말이 바뀌면 자녀의 인생이 바뀐다 - 자녀와의 행복한 대화법》를 주제로 학부모 대상 강의를 진행하고 있다.
그 밖에도 학창시절부터 해 온 합창단 활동을 통해 말하기와 노래하기의 공통점을 연구 활용해  아나운싱, 말하기, 보이스 트레이닝과 관련된 'CEO 스피치 특강' '아나운싱의 이론과 실제' '감동을 주는 MC되기' 등 실생활에 접목 가능한 쉽고 재미있는 강의를 통해 '말치'를 '스피치의 달인'으로 만들어 가고 있다.

## 학력
- 인천주안초등학교
- 상인천중학교
- 인제고등학교
- 인하대학교
- 인하대학교

## 저서
- 《소통의 정석》[16]
- 《부모의 말이 바뀌면 자녀의 인생이 바뀐다》[17]

## 주요 방송 프로그램
- 극동방송 《좋은 아침입니다》
- 극동방송 《굿모닝 FEBC》
- 극동방송 《행복한 저녁 즐거운 라디오》
- 경인방송 《상쾌한 아침 원기범입니다》
- 경인방송 《뉴스 플러스》
- 경인방송 《원기범의 별빛 라디오》
- 유튜브 《원아나의 책 읽는 TV #꿀잠 오디오 북》

https://youtube.com/channel/UCPfnIYrnfxJmj_TnYpVC4bQ
- 팟캐스트《원기범 박인곤의 THE 히가시노 게이고》

http://podbbang.com/ch/13103

## 주요 MC 행사
<주요 국제 행사 (한국어MC,영어MC)>
-국제아동교육포럼 개막식
-UNESCO 세계 책의 수도 개막식
-인천아시아경기대회 성화 안치식
-인천아시아경기대회 선수촌 개촌식
-인천아시아경기대회 45개국 입촌식
-인천장애인아시아경기대회 성화 안치식
-2015 국제 기후 금융 산업 컨퍼런스
-세계의상페스티벌
-아시아이주민축제
-웰컴투 시닝 한중콘서트 (서울 인천 제주)
-OCA (아시아올림픽평의회) 공식 대회
-주한외교사절 초청 민속대회
-한중 수교 20주년 기념 한중콘서트
-중국 칭하이성 관광투자대회
-인천 국제기구 MICE 커리어 페어
-실내무도아시아경기대회 성화 안치식
-2015 세계책의 수도 VIP 환영 공식행사
-일본 구마모토 골프대회 시상식
-중국 웨이하이포인트 골프대회  시상식
<주요 공식 행사>
-정부 (여성가족부) 신년인사회
-전국 보육인대회
-광복절 경축식
-2015 대한민국 독서대전
-제65주년 인천상륙작전 기념식 및 재현행사
-스페셜 올림픽 코리아 발대식
-전국기능경기대회 개회식
-삼일절 기념식
-전국연극제 폐막식
-벚꽃축제 개막식
-인천아시아경기대회 자원봉사자 결단식
-전국무용제 개막식 / 폐막식
-전국자원봉사자대회
-어린이날 기념식
-인천투자설명대회 개막식
-도솔산 전적문화제 개막식
-사랑의 은행 후원의 밤
-법무부 범죄예방협의회 한마음대회
-성남 상공회의소 창립 40주년 기념식
-어버이날 기념식
-일하는 노인 전국대회 개막식
-경인아라뱃길 아라누리 발대식
-환경의 날 기념식
-아시아 한울타리 문화제 개막식
-청소년 금연 건강마라톤대회 공식행사
-경기도 참 여성경제인 대상 시상식
-사회복지의 날 기념식
-안전보건지원 청년봉사단 발대식
-여주 쌀 고구마 축제 공식행사
-전국 자원봉사자대회 개막식
-인천경제자유구역청 홍보관 개관식
-녹색환경협의회(CGE) 출범식
-소래포구축제 폐막식
-2015 재난대응 안전 한국 훈련
-2014인천아시아경기대회 기념관 개관식
-무역의 날 기념식
-선학국제빙상경기장 개장식
-한국적십자사 여성특별자문위원회 총회
-관광공사 출범식
-충남 농사랑의 날 개막식
-전국환경공단 의장 취임식
-평생교육박람회 개막식
<주요 문화 행사>
-아시안필하모닉오케스트라 연주회
-폴 포츠 내한 공연
-전국 어린이합창제
-인천시립합창단 협연
-양구 배꼽축제
-크리스마스트리축제
-동작구립합창단 연주회
-전국 여성합창단 경연대회
-2015 연안부두 페스티발
-희망나눔콘서트
-대공원 벚꽃축제
-안산 제야의 밤 콘서트
-2015 인천광역시 해넘이 행사 및 송년 콘서트
-새얼문화재단 가곡과 아리아의 밤
-인천대공원 장미꽃축제
-해양항만 가족을 위한 북콘서트
-보육인 페스티벌
-인천시립교향악단 태교음악회
-중국의 날 문화관광축제
-독도 국민가곡 공모 콘서트
-미스코리아 인천 선발대회
-북 콘서트 (김홍신 정호승 김미경 김영하 외)
-능허대 문화축제 개막식 및 기념 음악회
-제42회 부천시민의 날 특집 공개방송
-N방송 영상콘테스트 시상식
-의정부 시장 초청 토크콘서트
-2015 고양 어울림 페스티발
-미추홀 오페라단 정기연주회
<주요 기공식 준공식>
-2014인천아시아경기대회 주경기장 기공식
-송도 열병합 발전소 준공식
-AG수영경기장 기공식
-송도 컨벤시아 2단계 공사 기공식
-인천AG송림경기장 기공식
-경인고속도로 직선화 공사 기공식
-서운산업단지 기공식
-2014인천아시아경기대회 선수촌 기공식
-인천항 국제여객부두 기공식
-북항 배후단지 조성공사 기공식
-JST (제물포스마트타운) 기공식
-시청자미디어센터 기공식
-인천AG 열우물 경기장 개장식
-수인선 연수역사 기공식
-AG 강화고인돌 경기장 개장식
-문학 박태환 수영장 준공식
<주요 기업 행사>
-교세라 도큐먼트솔루션스 킥오프 대회
-포드 링컨 PDI센터 개장식
-해나바이오 창립식
-인천공항 H2 호텔 기공식
-쉐보레 송년 음악회
-K-water 경인아라뱃길 홍보대사 위촉식
-한진 북항 배후단지 기공식
-㈜ 인천대교 창립기념식
-중소기업제품박람회
-한국GM 정년퇴임식
-인하대병원 주치의 결연식
-지안국제건강증진센터 개관식
-인천지하철 프리미엄 쇼핑몰 ‘더 몰’ 개장식
-길병원 재단 이마에스트리 연주회
-우수 중소기업 박람회
-인천N방송 개통식

## 주요 강의 및 강연
주요 주제 :
- 《벽을 눕히면 다리가 된다 - 소통의 정석》[18]
- 《심리를 알면 소통이 보인다》[18]
- 《PT 세일즈의 신》[18]
- 《부모의 말이 바뀌면 자녀의 인생이 바뀐다 - 자녀와의 행복한 대화법》[19]
- 《성공한 CEO는 이렇게 소통한다》
- 《언어폭력 - 말의 빛과 그림자》

주요 강의 및 강연처 :
삼성전자, 삼성화재, 현대자동차, 한솔케미칼, 롯데주류, 웅진씽크빅, 한화생명, 아모레퍼시픽, 저축은행중앙회, 한국산업기술시험원, 풍산금속, 유도그룹, 상공회의소, 인하대병원, 장성아카데미, 울산대학교, 부산 벡스코, 인천 송도컨벤시아, 대구 엑스코, 광주 김대중컨벤션센터, 창원 세코, 폴리텍대학, 서울 강서구, 구미 구미코, 인천광역시 교육청, 여성단체협의회, 충남 공주교육청, 인천 남구, 충남대학교, 인천 남부교육청, 신한대학교, 서울 서대문구, 충북 충주여성문화회관, 인천 부평구, 서부여성회관, 전남 장성군, 인하공전, 충남 당진교육청, 드림스타트, 인천 북부교육청, 충남 태안교육청, 정부지원 어린이집연합회, 테크노마트, 한양대학교, 인하대학교, 동국대학교 등

## 경력
- 극동방송 아나운서
- 경인방송 아나운서 (2008년 ~ 현재)
- 인천광역시 미디어정책 자문위원

## 가족 관계
- 축구 선수 조병득이 원기범의 외삼촌이다.